# Hande Baladın

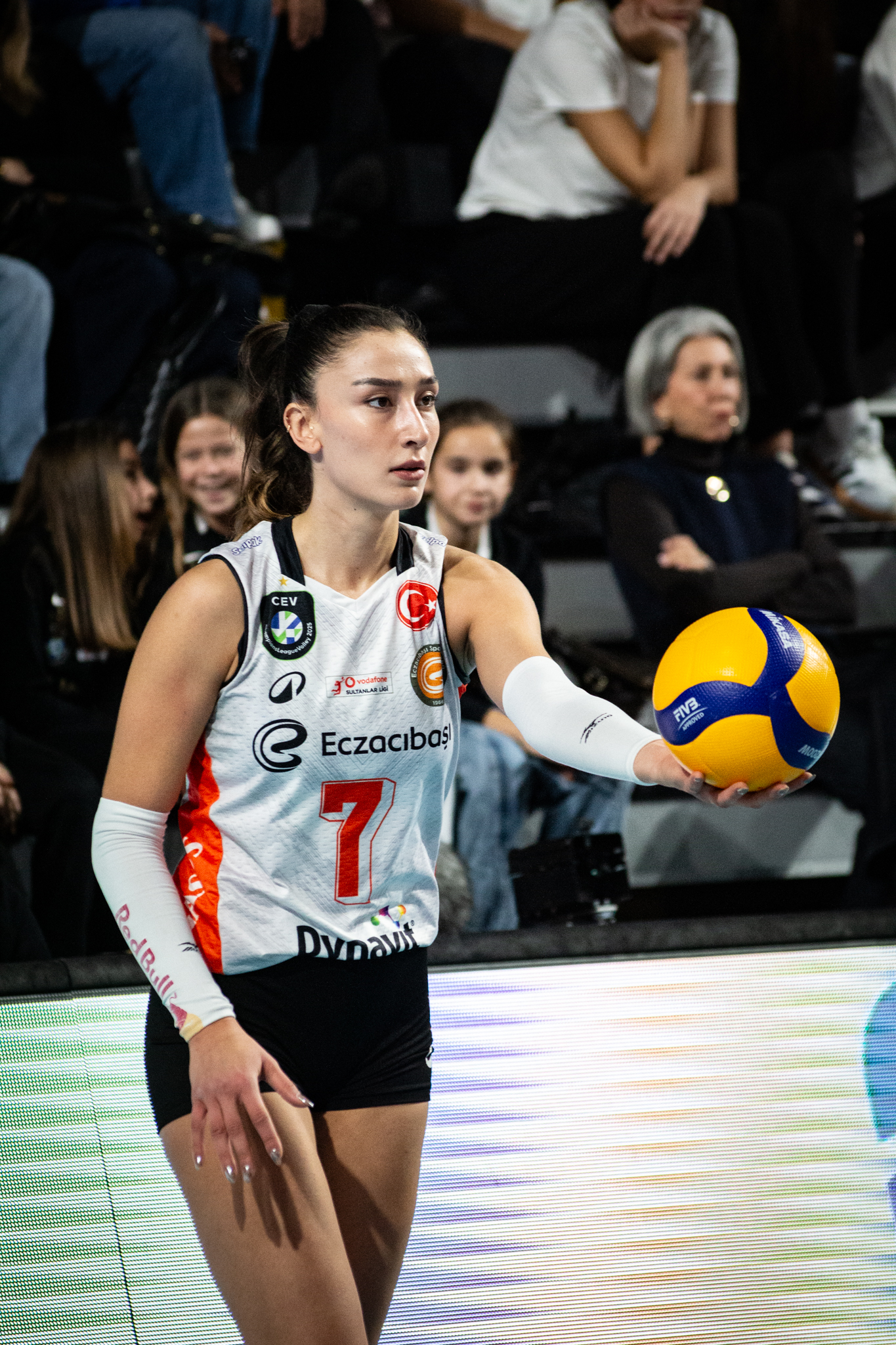
Hande Baladın przed wykonywaniem zagrywki w barwach Eczacıbaşı Stambuł w sezonie 2024/2025

Hande Baladın (ur. 1 września 1997 w Kütahya) – turecka siatkarka, reprezentantka kraju, grająca na pozycji przyjmującej i środkowej. 
Swoją karierę siatkarską zaczynała jako środkowa. Następnie od sezonu 2014/2015 pełni rolę przyjmującej na boisku.

## Sukcesy klubowe
Liga turecka:
- 2018, 2023[3], 2024[4]
- 2014, 2016, 2022[5], 2025[6]

Klubowe Mistrzostwa Świata:
- 2016, 2023[7]
- 2019
- 2022[8]

Liga Mistrzyń:
- 2023[9]
- 2017

Puchar CEV:
- 2018, 2022[10]

Superpuchar Turcji:
- 2019, 2020

## Sukcesy reprezentacyjne
Mistrzostwa Europy Kadetek:
- 2013[11]

Mistrzostwa Europy Juniorek:
- 2014

Mistrzostwa Świata U-23:
- 2017
- 2015

Volley Masters Montreux:
- 2016, 2018

Mistrzostwa Europy:
- 2023[12]
- 2019
- 2017, 2021

Liga Narodów:
- 2023[13]
- 2018
- 2021

## Nagrody indywidualne
- 2013: Najlepsza blokująca Mistrzostw Europy Kadetek[14]
- 2017: MVP i najlepsza przyjmująca Mistrzostw Świata U-23